# Laghi Connecticut
I Laghi Connecticut (in inglese Connecticut Lakes) sono un gruppo di laghi nella Contea di Coos, nel New Hampshire settentrionale (USA), situati lungo le sorgenti del fiume Connecticut. Sono raggiungibili tramite la U.S. Route 3, nel segmento compreso tra il villaggio di Pittsburg e il confine canadese. I laghi si trovano entro il confine di Pittsburg, pur essendo distanti dal centro abitato.
Ci sono quattro laghi: il Primo, il Secondo, il Terzo e il Quarto Lago Connecticut, numerati in ordine procedendo da sud a nord. Il Primo Lago è il più grande; il Quarto è il più piccolo, il più a nord, ed è la sorgente del fiume Connecticut. Tutti i quattro laghi si trovano al di sopra del 45º parallelo nord.

## Primo Lago Connecticut
Il Primo Lago Connecticut (in inglese First Connecticut Lake) è situato a 8 km a nord est dal centro di Pittsburg. Largo 12,43 km², è l'ottavo lago più vasto interamente entro in confini del New Hampshire. È il più basso (e il più esteso) della serie di laghi vicino alle sorgenti del fiume Connecticut.

## Secondo Lago Connecticut
Il Secondo Lago Connecticut (in inglese Second Connecticut Lake) è uno specchio d'acqua largo circa 4,5 km², 3 km a monte del Primo Lago Connecticut.

## Terzo Lago Connecticut
Il Terzo Lago Connecticut (in inglese Third Connecticut Lake) è uno specchio d'acqua largo poco meno di 1 km², 8 km a monte del Secondo Lago Connecticut e circa 1,6 km a sud del confine con il Canada. Il lago è il terzo della catena di laghi che costituiscono le sorgenti del fiume Connecticut. Il punto più profondo è di circa 30 m.

## Quarto Lago Connecticut
Il Quarto Lago Connecticut (in inglese Fourth Connecticut Lake) è il più settentrionale, piccolo e remoto dei Laghi Connecticut. Esso rappresenta l'origine del fiume Connecticut, situato a 800 m a nord-ovest e 147 metri più alto del Terzo Lago Connecticut. La Fourth Connecticut Lake Trail, che attraversa lungo e in largo il confine internazionale tra gli Stati Uniti e il Canada, permette agli escursionisti di raggiungere il lago. Il terreno che circonda il lago è di proprietà di The Nature Conservancy.

## Connecticut Lakes Natural Area
I 100 km² che circondano i laghi è stato messo da parte come un progetto di conservazione delle terre nel 2002 dal New Hampshire Fish and Game Department. L'area protetta si trova tra le città di Clarksville e Pittsburg, fino al confine con il Canada.